# 唯港薈

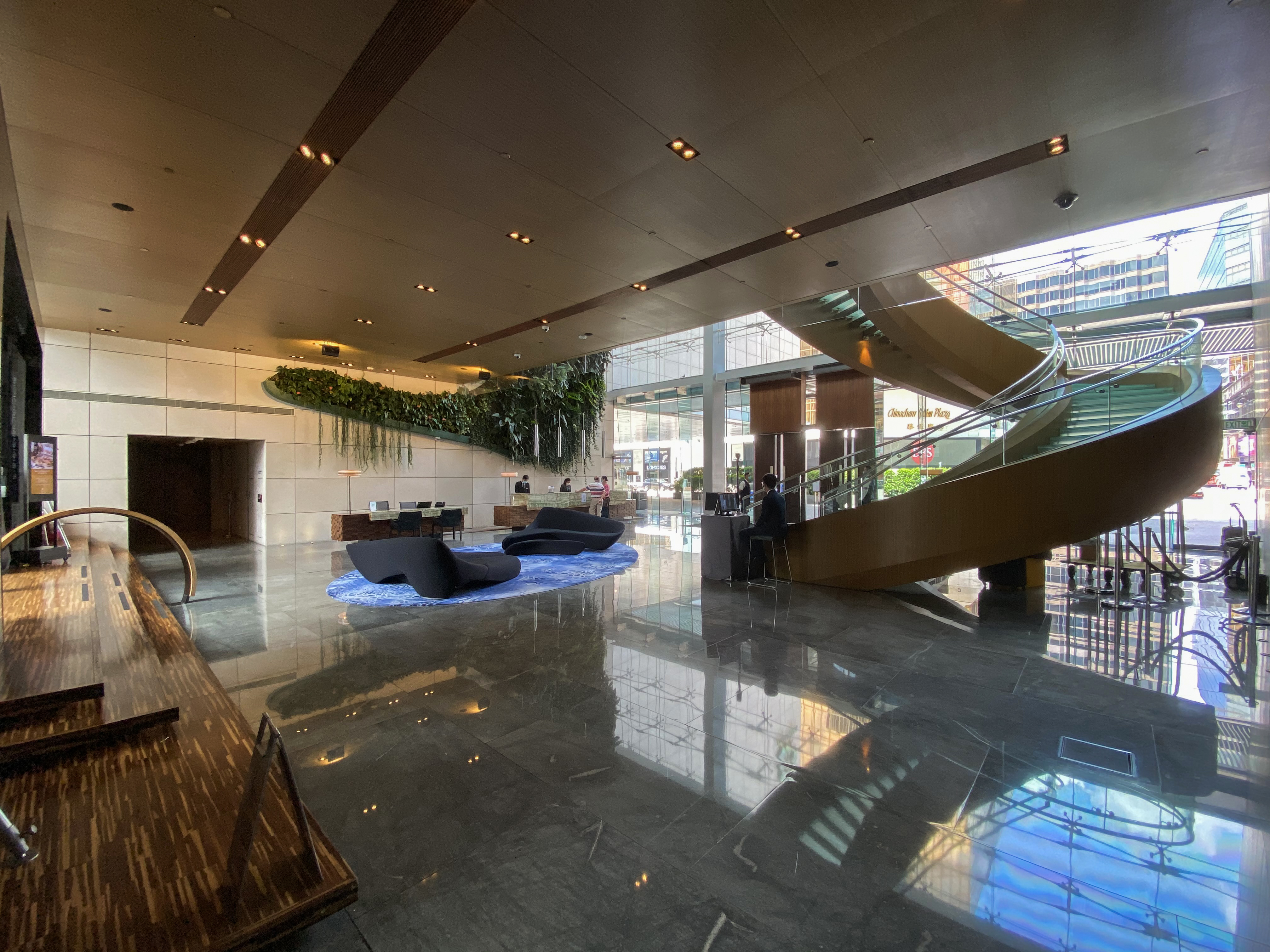
酒店大堂

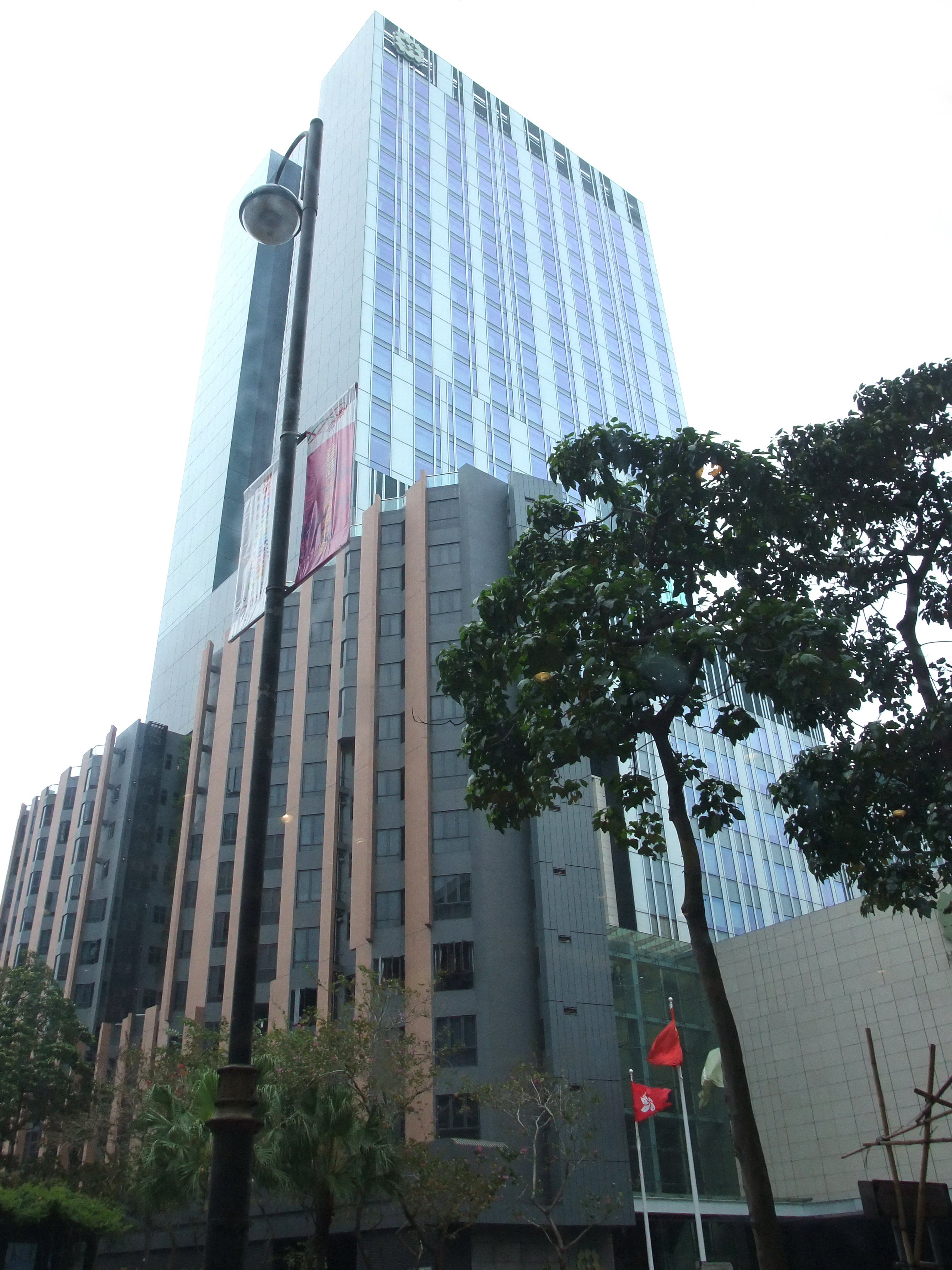
唯港薈的東面外貌，圖中橙紅色建築為教職員宿舍「大學樓」

唯港薈（英語：Hotel ICON），位處於香港九龍尖沙咀東科學館道17號，於2011年6月落成，鄰近香港理工大學（原址為理大教職員宿舍「百粹苑」），是由香港理工大學斥資13億元設立的教學研究酒店，是全球首間由院校全資擁有，集教學研究、服務功能酒店於一身的場所。酒店建築設計由嚴迅奇負責，2011年榮獲香港建築師學會「全年境內大獎」，總承建商為保華建業集團。
酒店於2012年及2014年榮獲國際旅遊網站TripAdvisor的「2012年旅客之選獎」（Travelers' Choice 2012）中「中國25大最佳飯店」及「中國25大最佳服務飯店」。同年6月，酒店亦獲網路旅遊公司Expedia選為全球最佳酒店之一。
2017年12月15日，香港理工大學將酒店命名為「陳澤富伉儷樓」，以表彰香港酒店業先驅——已故陳澤富先生﹑其夫人陳黃志蘭女士，以及其家族成員積極推動理大酒店及旅遊業管理教育的重大貢獻。

## 酒店設計
酒店由香港多位設計師設計，大堂的迴旋樓梯、客房、宴會廳等，由設計師林偉而負責。著名設計師劉小康則精心挑選酒店內陳設藝術珍品，當中包括亞洲藝術家張義、靳埭强、朱楚珠、洪強等人作品，為酒店增添濃厚的藝術氣息。法國知名植物學家兼藝術家Patrick Blanc則負責由大堂的GREEN咖啡室至橫跨二樓的「直立園藝」，面積達230平方米，高達18米，是目前亞洲最大的直生牆園藝。酒店28樓的天外天中菜廳，以及自助餐開放式餐廳The Market則由Conran & Partners負責設計。
酒店員工制服，出自時裝設計師鄭兆良手筆。商標則由著名的平面設計師李永銓構思。畢業於香港理工大學的著名時裝設計師譚燕玉亦有份參與設計格調優雅的特色套房。

## 酒店設施
酒店樓高28層，1至8樓作為學院校舍，9樓以上是酒店各種設施，客房共262間，面積由36至80平方米不等。酒店設3間餐廳，包括地下集咖啡室及酒廊於一身的GREEN、2樓的The Market 自助餐餐廳及位於酒店頂層中菜廳「天外天」。9樓亦設有多種設施，包括水療中心、泳池及健身中心等。

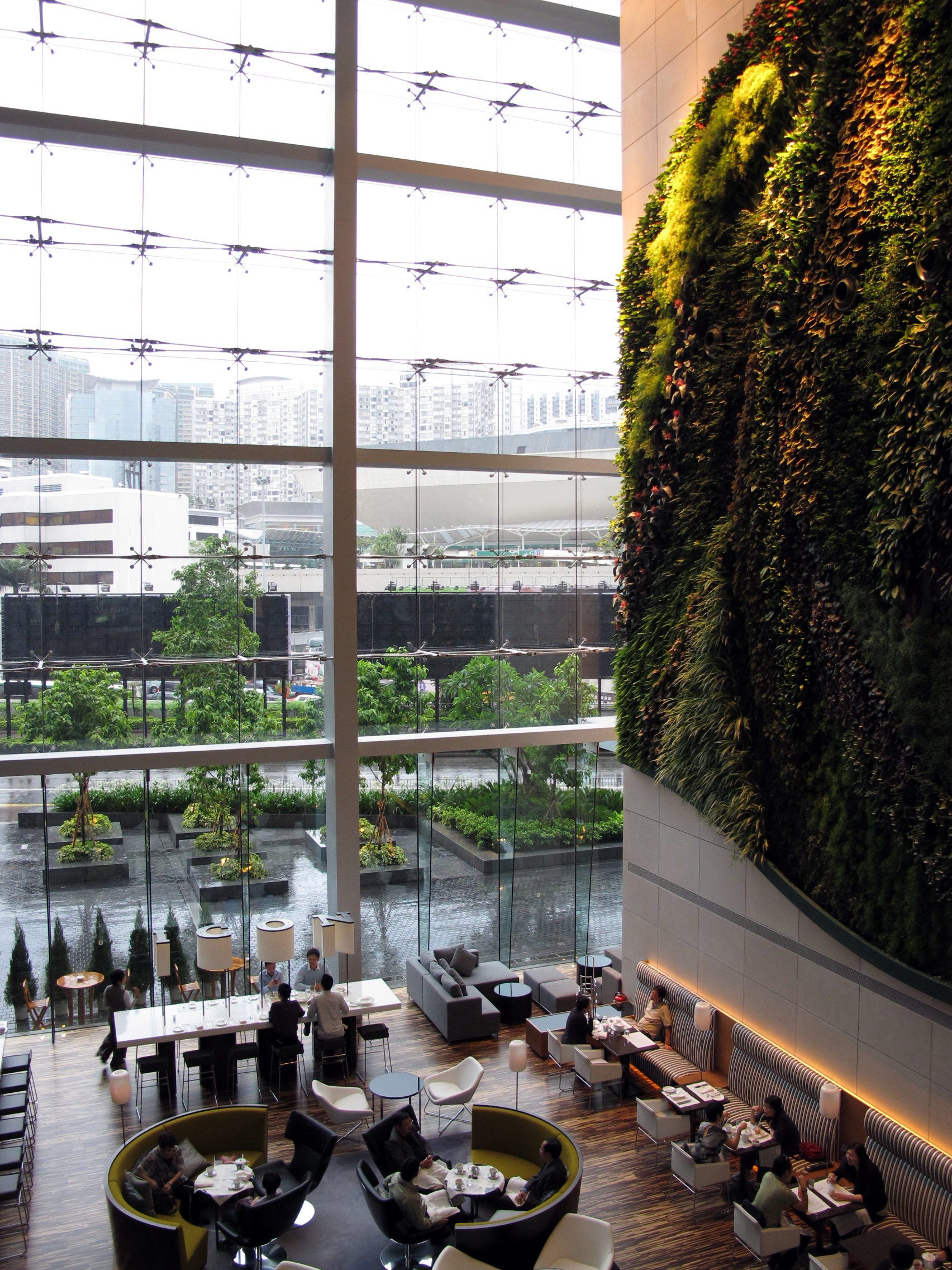
大堂的GREEN咖啡室至橫跨二樓的「直立園藝」
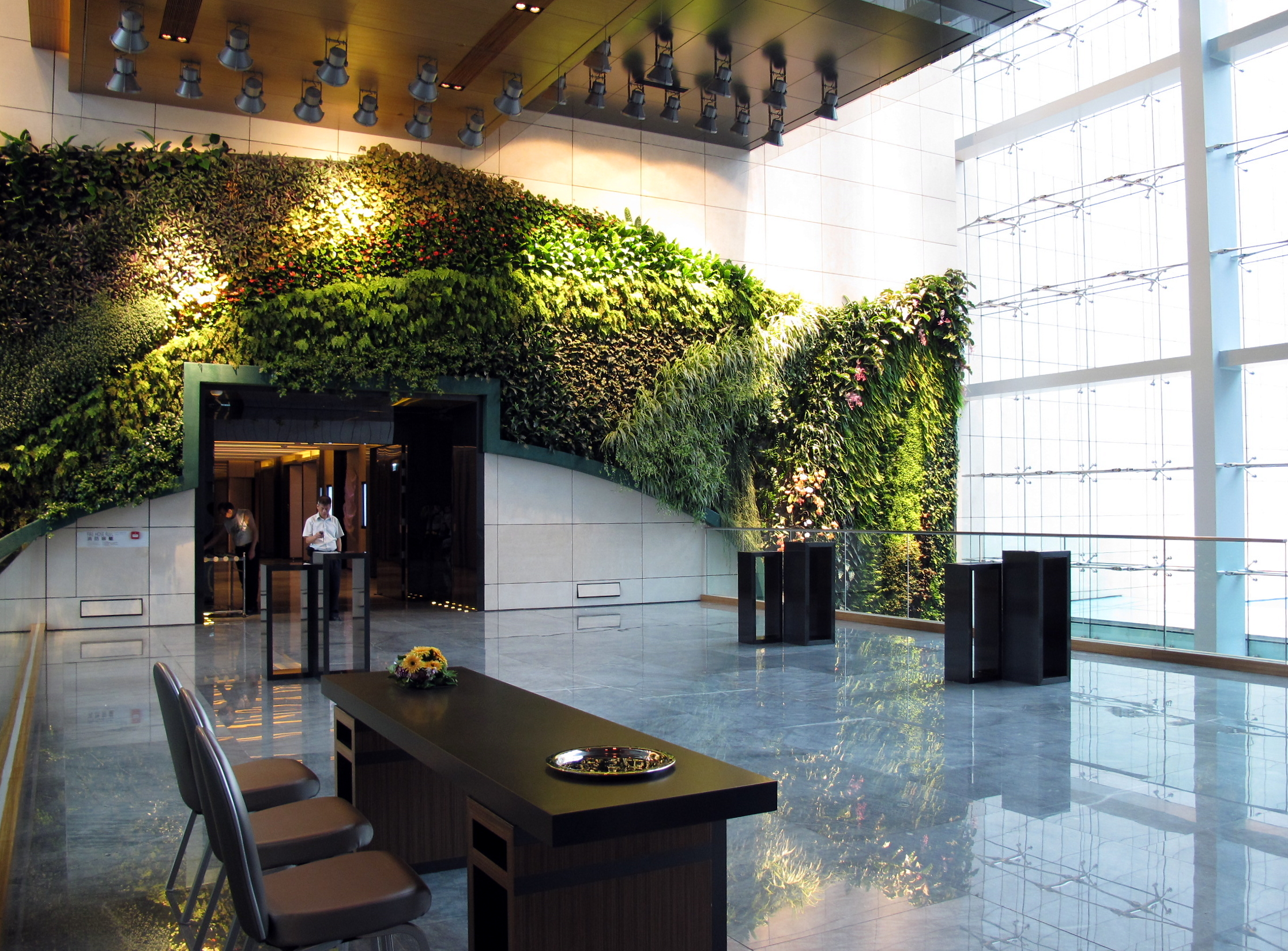
大堂設特高樓底，空間感寬敞
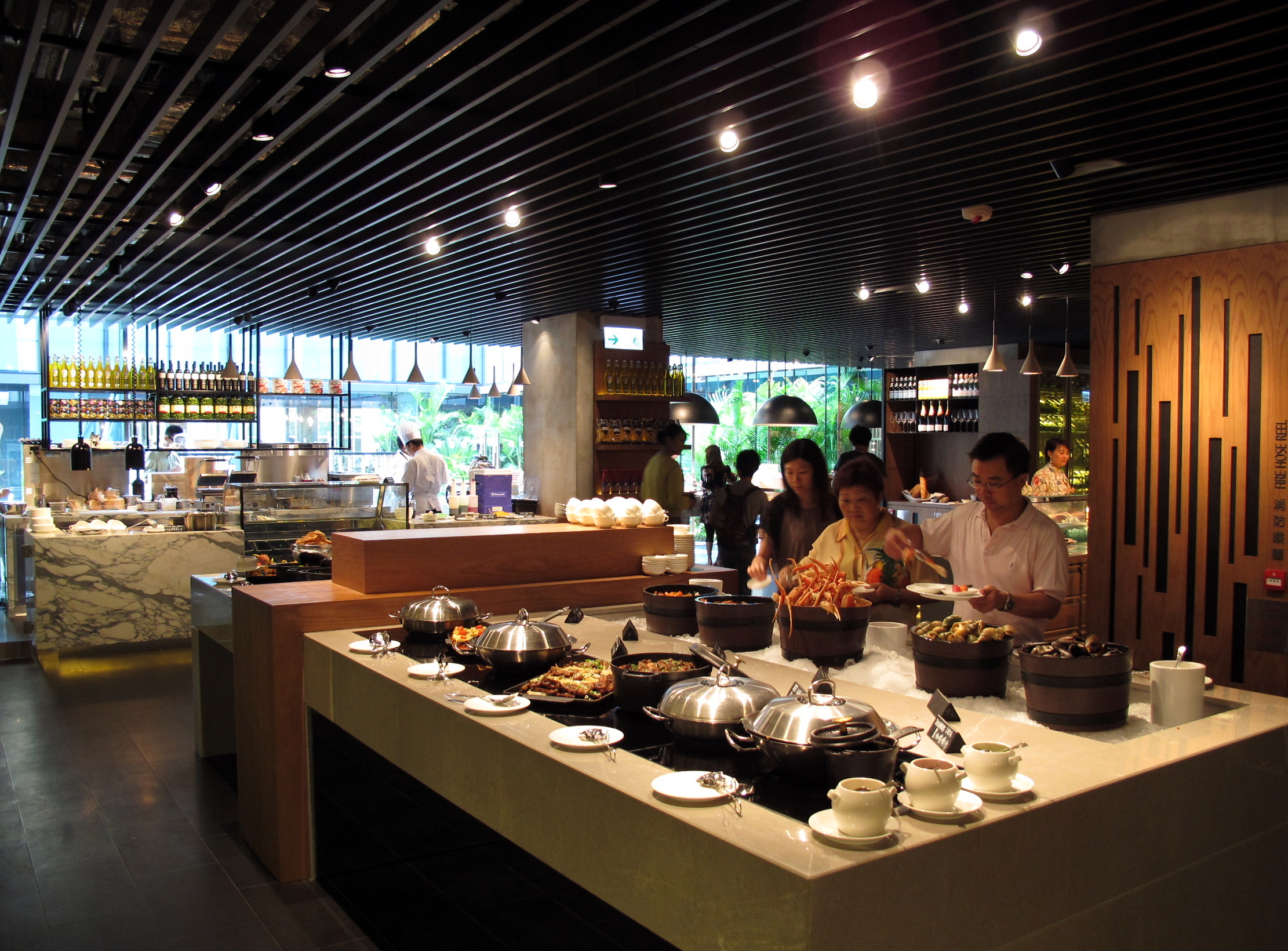
2樓 The Market
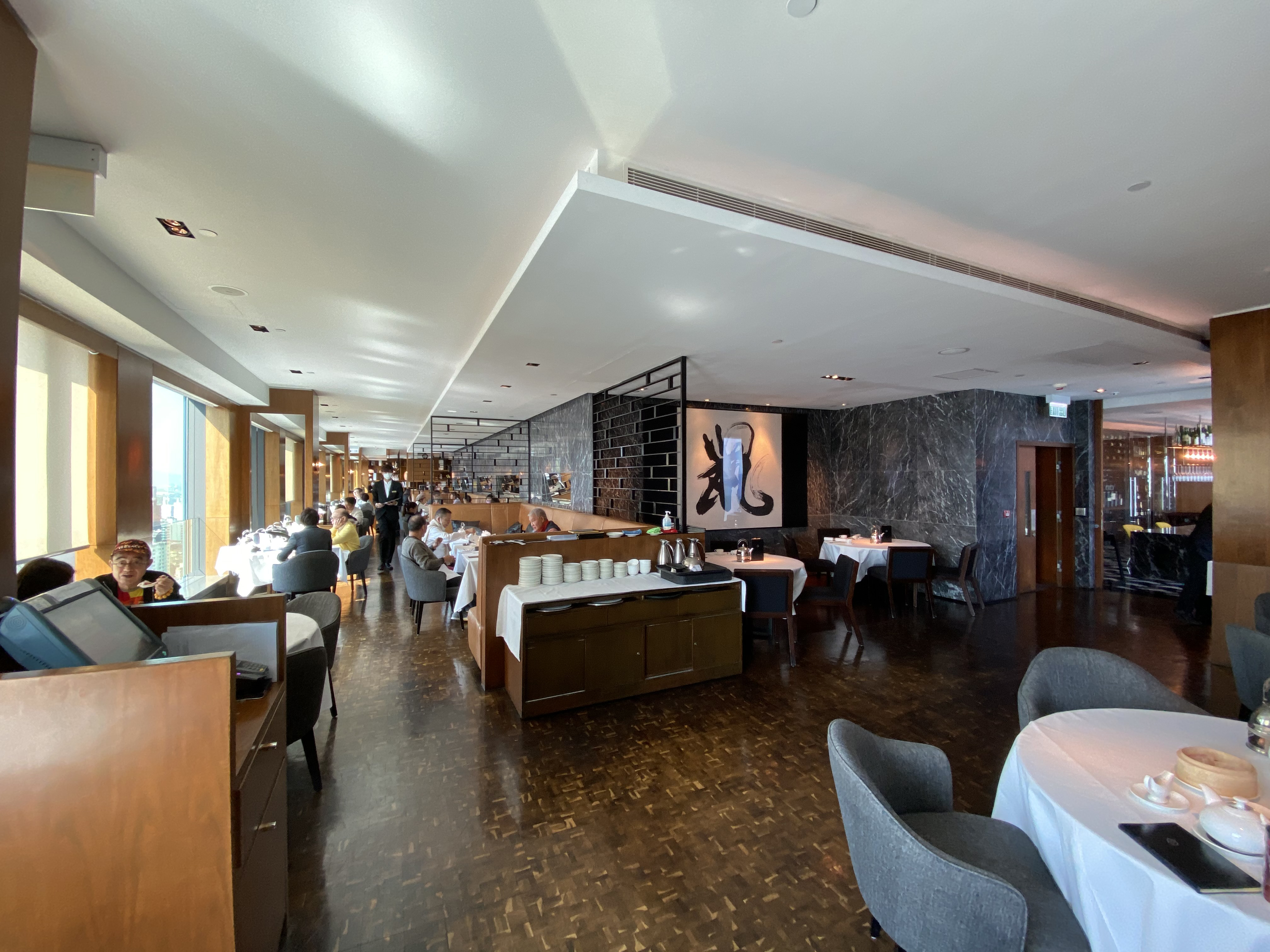
酒店頂層中菜廳「天外天」
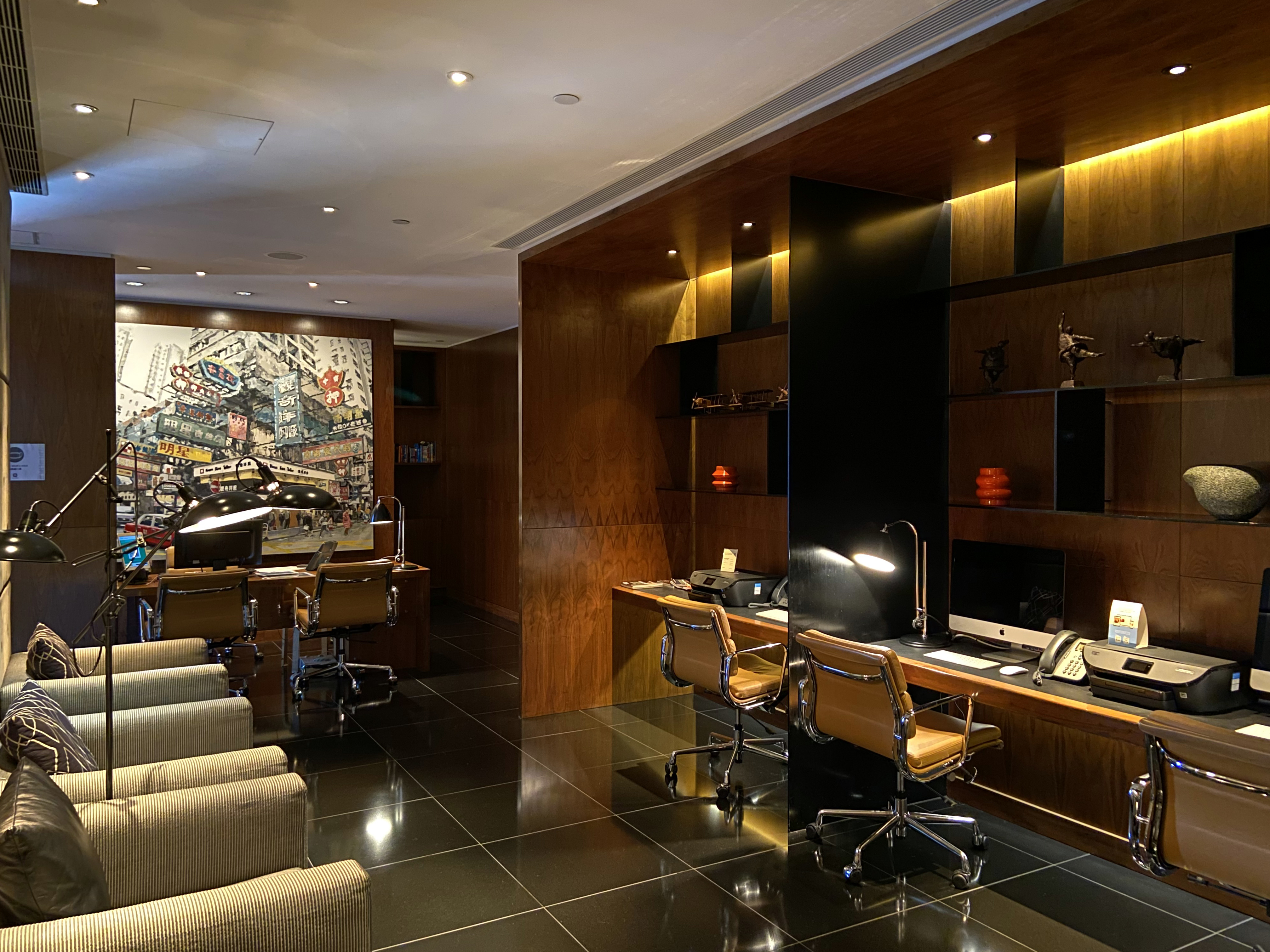
酒店頂層商務中心

## 交通
港鐵
- █  東鐵綫、 █  屯馬綫：紅磡站D1出口（步行約5-8分鐘）

紅磡站附近亦設海底隧道收費廣場巴士站，方便前往港九新界。
酒店提供免費穿梭巴士服務連接尖沙咀及酒店。

## 外部連結
- 唯港薈 Hotel ICON 網頁（页面存档备份，存于）

22°18′03″N 114°10′47″E / 22.30093°N 114.17968°E